# Willem Doorn

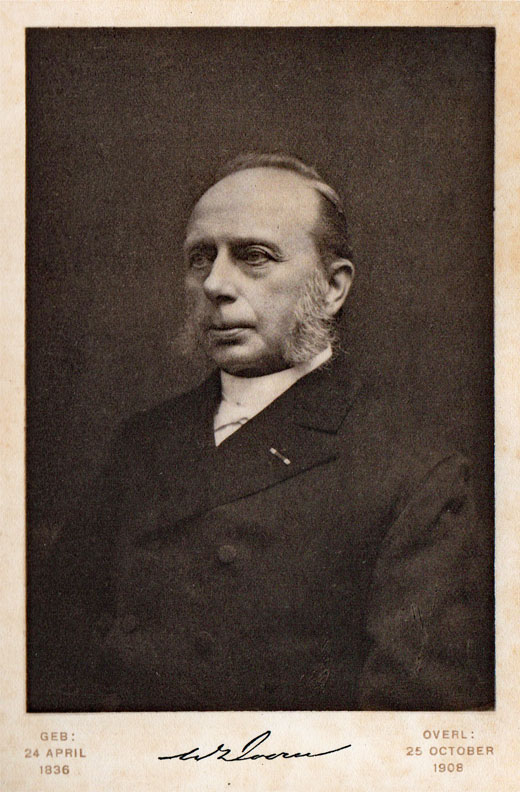
Portretfoto van Ds. Willem Doorn

Ds. Willem Doorn (Zwolle, 24 april 1836 – ’s-Gravenhage, 25 oktober 1908) was een Nederlandse predikant. 
Ds. Doorn werd vooral bekend door zijn rol als voorganger van de Gereformeerde Gemeente aan de Nobelstraat te ’s-Gravenhage, waar hij 33 jaar diende en uitblonk in exegese en homiletiek, zijn rol als praeses van het curatorium van de Kamper School, en zijn rol in de Synode van Zuid-Holland.
Hij werd geboren in ’s-Gravenhage in 1836, als zoon van Petrus Doorn en Lienna Jacoba Krans, en is via Hendrik Doorn (Doren), geboren 1720, vermoedelijk een afstammeling van Jan (Jansen) Doorn (Doren), geboren 1640, wonende op buitenplaats Den Doren in Haerst.

## Vorming
Ds. Doorn groeide op in Zwolle, als oudste in een gezin met vier kinderen en twee werkende ouders. Al vanaf jonge leeftijd had hij de wens om predikant te worden. Deze wens werd sterk beproefd, want aanvankelijk was deze weg niet voor hem gebaand. Uiteindelijk kreeg hij de gelegenheid om van Zwolle naar Kampen te verhuizen en zich in te schrijven voor de studie theologie aan Kamper School (nu PThU en TU Kampen). Zijn studietijd verliep voorspoedig. In 1865, op de leeftijd van 29 jaar, werd hij candidaat in de theologie. Op 25 oktober van hetzelfde jaar, werd hij aangesteld als predikant in Deventer, door zijn leermeester Prof. H. De Cock.

## Predikantschap
Al vanaf 1865, in zijn eerste gemeente in Deventer, werd het werk van Ds. Doorn zeer gezegend. Velen kwamen onder zijn dienst tot bekering of tot geloof. Van de verschillende aspecten van het predikantschap ging zijn voorkeur uit naar de jeugd in de kerk, en naar het bezoeken van de zieken om daar de troost van het evangelie te brengen. Toen in het jaar na zijn aanstelling in Deventer de cholera in Nederland woedde, ontzag hij zichzelf niet, waar hij ook geroepen werd, zelfs buiten de kring van zijn eigen gemeente, om woorden van vermaning of vertroosting te brengen. 
In 1873 vertrok hij als predikant van Deventer naar een gemeente in Heerenveen. Er waren financieel gezien betere opties voor hem op dat moment, maar Friesland trok hem aan. Toch werkte hij hier maar kort. Met oog op de opvoeding van zijn kinderen, accepteerde hij in 1875 de aanstelling tot predikant bij de Nobelstraatkerk te ’s-Gravenhage.

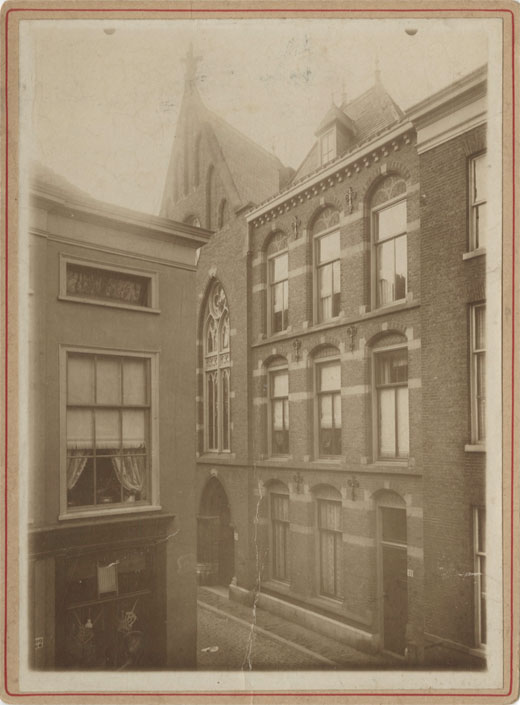
Nobelstraatkerk anno 1875

In de Nobelstraatkerk was na een kerkscheuring in 1857 de gemeente meer dan gehalveerd. Toen Ds. Doorn in 1875 aantrad, had de kerk met 523 lidmaten het peil van 1857 weer benaderd. Met Ds. Doorn, “wars van kil intellectualisme en ziekelijk mysticisme” zoals een waarnemer schreef, kreeg de Nobelstraatkerk een samenbindende en animerende predikant. Het aantal lidmaten groeide onder zijn predikantschap tot een aantal van 1300. Ds. Doorn bleef 33 jaar actief als predikant van de Nobelstraatkerk, tot hij overleed.
De kracht van de prediking van Ds. Doorn lag in exegese. Daarbij gaf hij een tekstverdeling die van homiletische vaardigheid getuigde en hem als leerling van Prof. v. Velzen typeerde. Bloemrijke taal en fantasie kon men in zijn prediking niet opmerken, wel belijndheid, duidelijkheid en zalving. Bij bijzondere gelegenheden sprak hij vaak met kracht, en stroomden de woorden uit zijn mond. Was zijn trant meer betogend, dan kwam er warmte en bezieling. Vooral kwam het vertroostende element tot zijn recht in de prediking. De bekommerende ziel kon hij bemoedigen en als middel in Gods hand brengen tot de blijdschap van het geloof. Er was in zijn bediening een eigenaardige mengeling van zachtheid en kracht. Zonde en genade werden er nooit in gemist. 

## Nevenactiviteiten
Een bijzonder in het oog springende trek van Ds. Doorn, was zijn actieve aard. Hij werkte zeven dagen in de week, van ’s ochtends vroeg tot laat in de avond. Jarenlang hield hij direct na de ochtenddienst catechisatie, en na de avonddienst leidde hij nog een samenkomst van de jeugd. Vakantie nemen was hem zo goed als vreemd. Ook zat hij jarenlang in veel commissies, was hij geruime tijd voorzitter van het curatorium van de Theologische School, bestuurslid van het weeshuis te Middelharnis, en afgevaardigde in de Generale Synode voor Zuid-Holland. Daarnaast stond aanhoudende studie hoog bij hem. Tientallen jaren hield hij zich elke zaterdag bezig met bijbelstudie tot diep in de nacht, waarbij hij pas in latere jaren zich veroorloofde om rond middernacht naar bed te gaan.
Ds. Doorn stond tevens bekend om zijn vaste en betrouwbare karakter. Aan zijn graf werd getuigd, dat trouw de meest naar voren springende trek bij hem was. Men kon op hem rekenen, hem de grootste geheimen toevertrouwen. Met recht had men hem “Willem de Zwijger” kunnen noemen. Die eigenschap maakte dat hij het vertrouwen van velen in de gemeente had. ”Als ik sterf, gaan er vele geheimen met mij het graf in”, liet hij zich wel eens ontvallen. Daarnaast was er beslistheid in zijn doen en laten, en vastheid van gang, wat niet belette dat hij iets conciliants had.
Hoewel trouw aan de kerk, was kerkisme hem vreemd. Toen bij de herdenking van zijn 25-jarige ambtsbediening Ds. V. Hoogstraten in de kerk zat, was het juist iets voor Ds. Doorn om zijn ambtsbroeder uit de Nederlandsche Hervormde Kerk aan te spreken. Ook in de rede na veertigjarige ambtsbediening richtte hij zich wederom tot kerkelijke broeders en zusters die, hoewel niet kerkelijk verenigd met hem, toch met dezelfde belijdenis instemmen en dezelfde God vrezen. Zoals hij zelf zei: “Wij verschillen in het wezen der zaak niet. Alleer, in onze beschouwing van enige bijzaken denken wij wat anders”. Dat in 1892 velen in ’s-Gravenhage niet mee gingen in de Vereniging van de Gereformeerde Kerken, maar zich constitueerden als Christelijke Gereformeerde Kerk, ging hem dan ook aan het hart.

## Huwelijk
Op 5 oktober 1865, twintig dagen voor zijn eerste aanstelling als predikant in Deventer, trouwde Ds. Doorn met Gesina Bosch, geboren in Zwolle op 2 maart 1839, dochter van Albertus Bosch en Elsje Poortier. Het handboek ten dienste van de gereformeerde kerken in 1909 getuigd, dat ze zielsinnig waren verbonden, en dat Gesina haar man in moedeloze ogenblikken vaak tactvol wist op te beuren. Daarnaast getuigen hun kinderen, in een dankwoord aan hun ouders op 5 oktober 1890, van een door God gezegend en gesterkt huwelijk. Toen Gesina stierf in ’s-Gravenhage op 14 juli 1892, waren ze 27 jaar getrouwd. 
Ds. Doorn en Gesina Bosch kregen 7 kinderen:
1. Petrus, geb. Deventer 28-07-1866, leraar in het lijntekenen in 1896 wonende te Alkmaar, en van 1905 tot 1910 wonende te Haarlem, directeur Academie van Beeldende Kunsten te  ́s-Gravenhage van 1915 tot 1928, overl. Zeist 27-02-1941, tr. ’s-Gravenhage 24-07-1896 Maria Wilhelmina van Baalen, geb. Weesp 29-05-1872, overl. Zeist 03-11-1947.
2. Elize Dirkje, geb. Deventer 02-09-1868, wonende te Zeist in 1908, overl. Veenendaal (begr. ‘s-Gravenhage) 13-06-1923.
3. Albertus, geb. Deventer 10-02-1871, gereformeerd, in predikantsambt bevestigd te Axel 25-11-1894, predikant te Franeker van 1897 tot 1908, predikant te Apeldoorn van 1908 tot 1923, predikant te Heerde van 1923 tot 1933, overl. Apeldoorn 30-01-1950, tr. 15-11-1894 Hermina Johanna Willemine van Teijlingen, geb. Hillegom 25-01-1873, overl. Apeldoorn 09-03-1946.
4. Willem, geb. Heerenveen 10-07-1873, gereformeerd, Horlogemaker met eigen winkel en werkplaats aan het Noordeinde 115A te  ́s-Gravenhage en later aan de Piet Heinstraat 61, overl. ’s-Gravenhage 18-05-1939, tr. Rotterdam 28-03-1907 Elisabeth Johanna Hagenbeek, geb. Deventer 01-01-1877, overl. Breda (begr.’s-Gravenhage) 28-03-1965, dochter van Jan Jacob Hagenbeek (papiermaker/molenaar) en Geertruida Straalman.
5. Lina Jacoba, geb. ’s-Gravenhage 17-02-1876, wonende te ‘s-Gravenhage in 1908, overl. ‘s-Gravenhage 17-03-1943.
6. Frederik, geb. ’s-Gravenhage 24-09-1879, overl. ’s-Gravenhage 18-02-1880 (oud 4 mnd).
7. Frederik (Frits), wonende te Amsterdam in 1908.

## Onderscheidingen

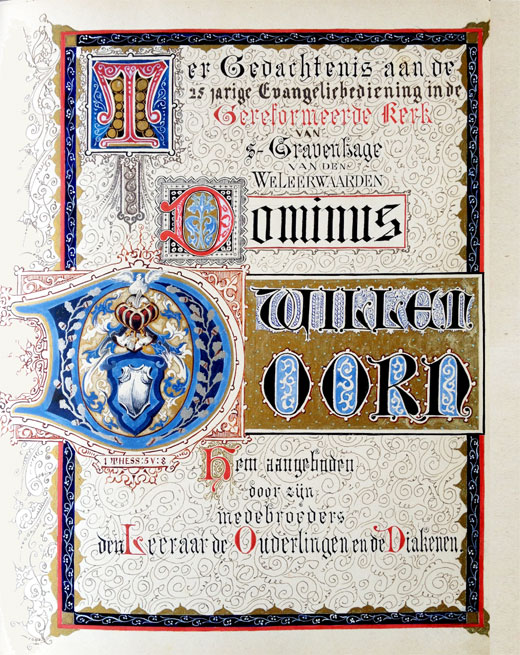
Familiewapen van de familie Doorn

In een boek dat Ds. W. Doorn in 1900 van zijn medeambtsgenoten aangeboden heeft gekregen, ter gelegenheid van zijn 25-jarig ambtsjubileum in de Nobelstraatkerk, is een afbeelding aangetroffen van een familiewapen, getekend door zijn zoon Petrus Doorn, leraar in het lijntekenen en directeur van de Academie van Beeldende Kunsten te  ́s-Gravenhage van 1915 tot 1928. Het familiewapen is in 2013 gestileerd en geregistreerd bij de Hollandse Vereniging voor Genealogie (zie externe links). 
Het motto op het lint verwijst naar de Bijbeltekst: 1 Thessalonicensen 5 vers 8 (Statenvertaling 1637): “Maer wy die des daeghs zijn, laet ons nuchteren zijn, aengedaen hebbende de borstwapen des geloofs, ende der liefde, ende [tot] eenen helm, de hope der salicheyt.” 
Daarnaast werd Ds. Doorn op 28 augustus 1902 door Koningin Wilhelmina benoemd tot Ridder in de Orde van Oranje-Nassau. 
Motivatie voor zijn benoeming: “Gaat in stillen eenvoud zijn weg. Zich geheel gevende aan zijn gewichtig werk, en trouw in de behartiging van de belangen zijner zalijke gemeenteleden, wordt hij door hen ten zeerste geliefd, terwijl hij ook buiten zijn kerkgenootschap algemeen wordt geacht. Hij behoort tot de oudste in dienst zijnde predikant der Gereformeerde gemeente.”

## Overlijden

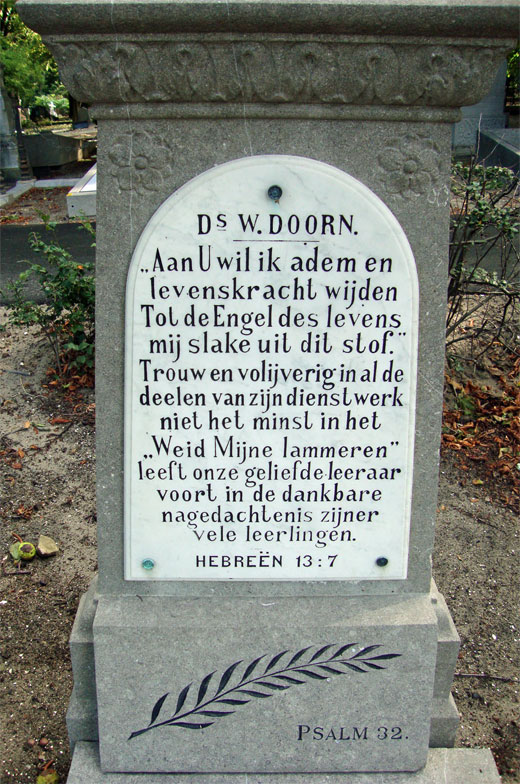
Ds Willem Doorn graf

Hoewel eerder tenger van lichaam dan breed en sterk gebouwd, heeft Ds. Doorn tot het laatste ogenblik bijna non stop gewerkt. Op 25 oktober 1908, na 43 jaar ambtsbediening, waarvan 33 jaar in de Nobelstraatkerk, overleed hij zeer plotseling op 72-jarige leeftijd te ’s-Gravenhage.
Als altijd had hij zich voorbereid op de prediking, en alles klaargelegd om mee te nemen naar de Oosterkerk waar hij die ochtend zou spreken. De nacht er voor kreeg hij echter een lichte koorts die hem ’s ochtend deed besluiten in bed te blijven. Even voor de dienst liet hij Ds.v.d. Linden verzoeken bij zich te komen, om nog iets af te spreken voor de afkondigingen. Direct hierna kreeg hij een storing in de ademhaling. Terwijl Ds.v.d. Linden naar de consistoriekamer ging om een dokter te halen, overleed Ds. Doorn in de armen van zijn jongste dochter, de enige die op dat moment thuis was. Ds. Doorn is begraven op de laatste donderdag van oktober 1908, op het kerkhof Oud-Eik-en-Duinen, waar die dag duizenden aanwezig waren, bewijzende dat hij in veler harten leefde.